# 佐洛考罗希区
佐洛考罗希区，是匈牙利佐洛州的一个区，总面积311.85平方公里，总人口13196人（2007年1月1日），人口密度42.3人/平方公里。中心城市位于Zalakaros。

## 辖区
佐洛考罗希区包含19个市镇。